# 天主教琴斯托霍瓦总教区
天主教琴斯托霍瓦總教區（拉丁語：Archidioecesis Czestochoviensis、波蘭語：Archidiecezja częstochowska）是天主教在波蘭南部設立的一個總教區，主教座堂設在琴斯托霍瓦的圣家主教座堂（波蘭語：Bazylika archikatedralna Świętej Rodziny w Częstochowie）。

## 歷史

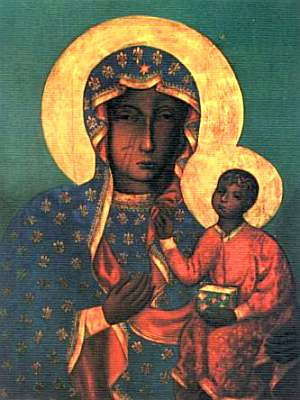
琴斯托霍瓦的黑色聖母

1925年10月28日，成立琴斯托霍瓦教區。1992年3月25日昇格為琴斯托霍瓦總教區。

## 現況
附屬教區有拉多姆教區和索斯諾維茨教區。2011年，在當地827,990人口中，有教友821,621人，佔轄區總人口99.2%、311個堂區、917名司鐸、255名修士、862名修女。現任總主教Stanisław Nowak。

### 教堂

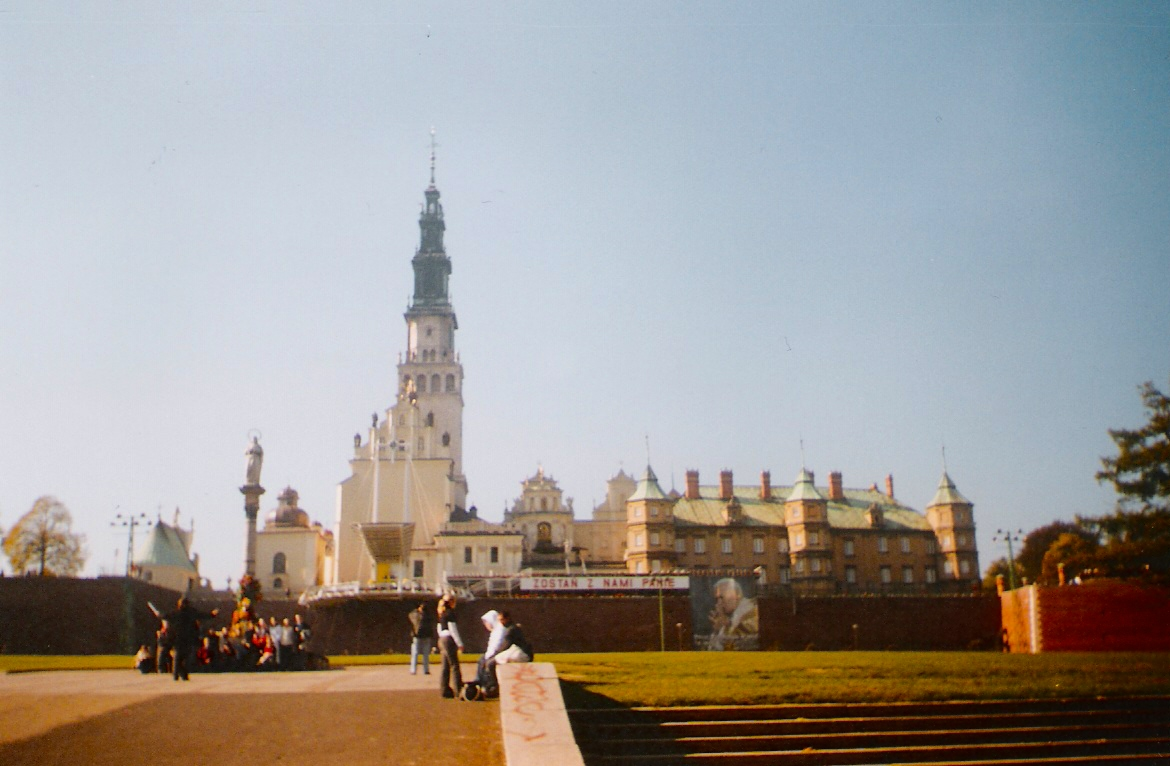
光明山修道院

- 琴斯托霍瓦光明山修道院圣母升天教堂（朝圣地）
- Gidle 圣母升天教堂